# Igreja Católica na Bolívia
A Igreja Católica na Bolívia é parte da Igreja Católica universal, em comunhão com a liderança espiritual do Papa, em Roma, e da Santa Sé. A religião em geral está muito presente na vida pública. Em meio às crises políticas do país, a religião tem sido instrumentalizada nos meios políticos, dentre eles notadamente o ex-presidente Evo Morales. No relatório de 2020 da Fundação ACN, nenhum episódio de intolerância religiosa ou discriminação foi relatado na Bolívia, mas há risco de politização da fé. A situação pode vir a mudar com o regresso do governo socialista, mas, em geral, as perspectivas religiosas futuras no país permanecem positivas.

## História

### Descoberta e colonização
O catolicismo foi trazido à América do Sul em 1530 com os primeiros espanhóis, que vieram atraídos pelos metais preciosos e outros depósitos minerais abundantes na região montanhosa da Bolívia e que fundaram as comunidades urbanas de La Plata (atual Sucre), Potosí e La Paz. Hernando Pizarro, que conquistou a região em 1538, trouxe consigo padres católicos encarregados do ministério paroquial entre os espanhóis e da evangelização dos povos originários. Um bispado foi erigido em La Plata em 1552, com jurisdição sobre a maior parte da América do Sul, e o dominicano Tomás de San Martín foi nomeado o primeiro bispo. Em sua maioria, os padres, tanto seculares quanto religiosos, eram de origem europeia; especialmente nascidos na Espanha, mas alguns eram mestiços. Uma exceção foi o bispo de La Plata, Fernando Arias de Ugarte, que se disse aborígine e assinou seus documentos pastorais como "Fernando indio arzobispo" (em português:  Fernando índio arcebispo).
Durante o domínio espanhol, mosteiros e residências foram estabelecidos por franciscanos, mercedários, dominicanos, agostinianos, jesuítas e hospitalários. Os franciscanos e jesuítas trabalhavam principalmente nas missões ameríndias, enquanto os mercedários e agostinianos cuidavam das paróquias entre os quíchuas e aimarás nas cidades e vilas rurais. Os dominicanos assumiram como trabalho principal as paróquias entre os povos de origem europeia, enquanto os hospitalários se concentraram em instituições de saúde. Os jesuítas em residências urbanas assumiram o trabalho de educação e estabeleceram a Universidade de São Francisco Xavier em La Plata em 1624. Enquanto isso, as congregações femininas ficaram restritas às freiras que viviam na clausura, como as irmãs clarissas, e as freiras agostinianas. No século XVII, os carmelitas da reforma teresiana entraram na região, e conventos foram estabelecidos em La Plata, La Paz, Potosí e Cochabamba. A função especial das freiras era fornecer às igrejas móveis e paramentos litúrgicos, costurar e bordar e fazer doces finos. No século XVIII, algumas dessas congregações encarregavam-se da educação das crianças e do cuidado dos órfãos.
Na época colonial dois santuários tiveram destaque na vida religiosa do país, tornando-se centros de peregrinação nacional. Na cidade de Copacabana, situada às margens do Lago Titicaca, é venerada a imagem da Virgem Maria, sob o título de Nossa Senhora de Copacabana, esculpida por Tito Yupanqui em meados do século XVII em circunstâncias milagrosas. Na planície oriental da cidade de Cotoca, uma pequena imagem da Mãe de Deus é venerada, chamada Nossa Senhora de Cotoca. Diz a lenda que a imagem foi encontrada em uma densa floresta dentro do tronco de uma árvore por alguns humildes fazendeiros em meados do século XVIII. Ambos os santuários atraem grandes multidões de devotos, especialmente em seus respectivos dias de festa.

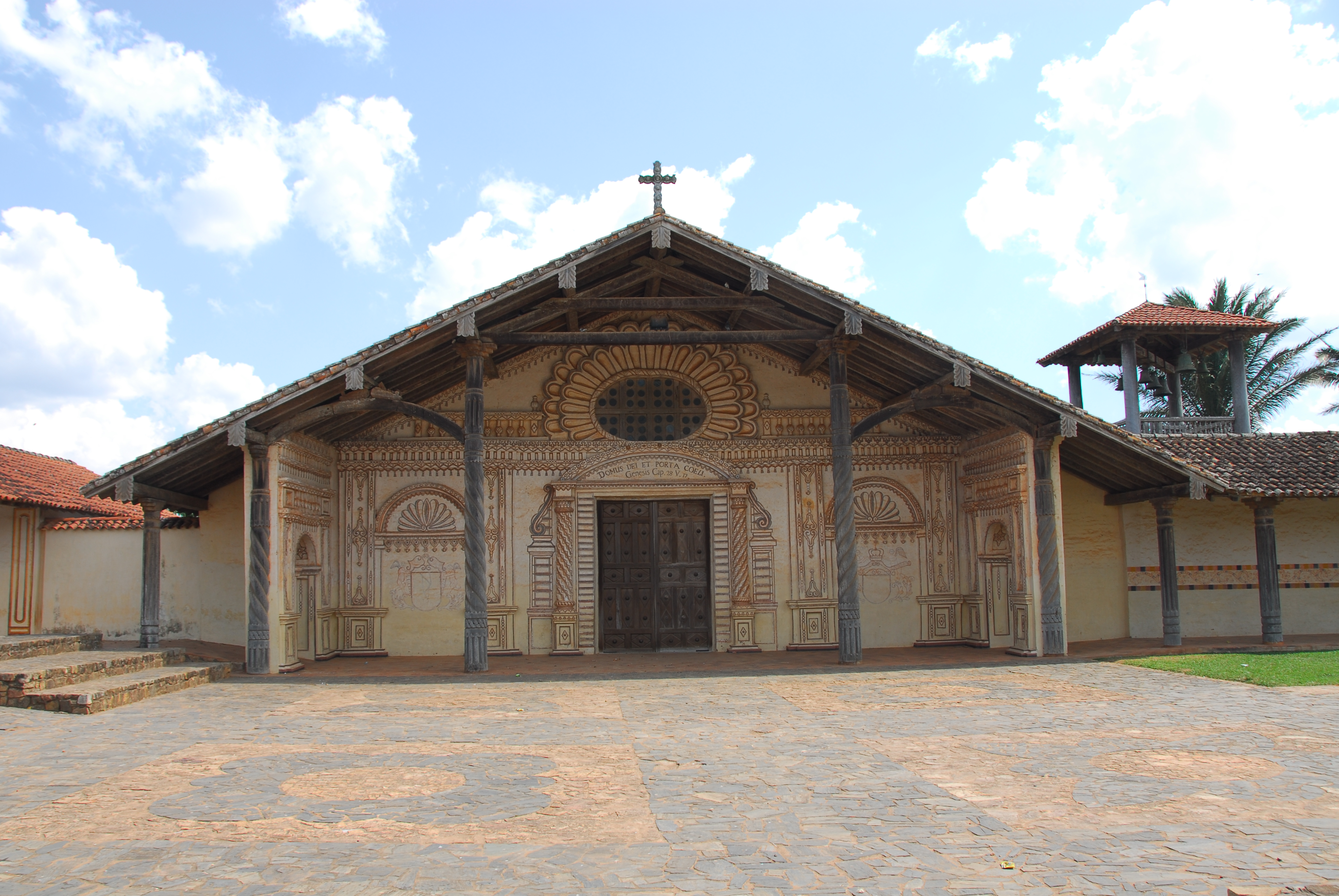
Igreja de São Xavier em San Javier, uma das reduções jesuíticas da Bolívia.

Poucos anos depois de chegar à Bolívia, padres seculares e religiosos viajaram para as comunidades ameríndias habitantes das montanhas, como os aimarás e os quíchuas. Eles aprenderam as línguas e conquistaram os nativos para o cristianismo, embora alguns aspectos de suas religiões indígenas – como rituais e superstições em torno de colheitas e sorte – permanecessem entrelaçados em suas crenças espirituais. Ao contrário dos aimarás e quíchuas, os nativos das planícies eram guerreiros nômades que resistiam à dominação estrangeira. Foram necessários muitos anos de trabalho dos missionários jesuítas entre os mojos e chiquitanos; também foi necessária perseverança dos franciscanos entre os avá-guaranis para trazê-los às missões. Entre os primeiros missionários estavam os jesuítas Pedro Marbán e Cipriano Barace, fundadores das Reduções entre os mojos em meados do século XVII; José de Arce, primeiro a catequizar os chiquitanos, e seu sucessor, Lucas Caballero; o irmão franciscano Francisco del Pilar, que fundou missões entre os indígenas avá-guaranis; e o mercedário Diego de Porres. O primeiro sínodo realizado em território boliviano foi em 1629.
Em meados do século XVIII, a evangelização entre os mojos e chiquitanos atingiu seu estopim — nada menos que 22 missões, sob os cuidados de 45 missionários. Quando a coroa espanhola expulsou os jesuítas, em 1767, e os padres seculares assumiram o comando, as missões declinaram. Brancos e mestiços passaram a morar nas comunidades, que foram transformadas em paróquias diretamente ligadas às suas respectivas dioceses. As missões franciscanas entre os avá-guaranis atingiram seu apogeu por volta de 1800, com 16 cidades. Infelizmente, durante a guerra de independência que logo começou, bandos de guerrilheiros, contrários a tudo que era espanhol, destruíram as missões. No final dos combates, em 1825, restavam apenas algumas missões e a autoridade diocesana as converteu em "curatos doutrinários".
As missões entre os avá-guaranis foram restabelecidas entre 1840 e 1850 pelos franciscanos da Espanha, Itália e Áustria. Também estabeleceram novas missões na região e estenderam seus esforços no território dos guaraios e nas regiões do noroeste entre outras tribos indígenas amazônicas. A missão dos avá-guaranis na província da Cordilheira foi secularizada em 1915, e a dos guaraios em 1937, encerrando assim os esforços de séculos de trabalho. Muitos nativos voltaram para as florestas e as antigas cidades missionárias desapareceram. Na década de 1960, as poucas missões restantes eram frequentadas por frades austríacos e espanhóis.

### Independência
Criada uma dependência dos Charcas, a Bolívia, que a esta altura era chamada Alto Peru, foi anexada ao Vice-Reino de Buenos Aires em 1776. Um ano após a vitória de Antonio José de Sucre na Batalha de Ayacucho, houve o crescimento de um movimento nacionalista que motivou a luta pela independência, concedida em 6 de agosto de 1825. O país é nomeado após o famoso líder revolucionário Simón Bolívar, que trabalhou para libertar a América Hispânica do domínio da Espanha.
Na Bolívia, os movimentos independentistas em relação ao domínio espanhol ocorreram antes do que nas regiões vizinhas, mas os que ocorreram antes de 1780 não tiveram sucesso. Ao contrário do resto da América espanhola, a Igreja não fez nenhum pronunciamento oficial sobre o movimento de independência quando ele se fortaleceu na virada do século XIX. Em geral, a hierarquia e os escalões superiores do clero permaneceram ao lado do governo da metrópole, enquanto a maioria dos padres participou da luta pela independência. Os padres José Antonio Medina, José Andrés de Salvatierra e Juan Bautista Oquendo incitaram os movimentos populares de 1809 e 1810. O padre Muñecas era líder de um bando de guerrilheiros, e padres como Polanco e Mercado e o frei Justo atuaram como capelães dos guerrilheiros.
As vocações religiosas, abundantes durante o período colonial, diminuíram um pouco durante o primeiro século de independência. Ainda assim, durante o século XIX, várias instituições de caridade foram fundadas na recém-independente Bolívia, crescendo para mais de 50 em 1900. A maioria estava a cargo de congregações religiosas femininas, como as Irmãs do Bom Pastor, Irmãs de São Vicente de Paulo e as Servas de Maria. Institutos leigos e congregações religiosas mantinham hospitais, asilos e postos de primeiros socorros. O compromisso com a educação também aumentou notavelmente no decorrer da república, e, particularmente ordens religiosas e congregações como os jesuítas e franciscanos, passaram a gerir mais escolas. A maioria dos cursos de gramática eram gratuitos, especialmente nas em áreas rurais.
Durante o século XIX também surgiram importantes teólogos e publicações bolivianos. Periódicos como o El Cruzado, publicado em Sucre, e o La Cátedra, editado em La Paz, eram comandados por redatores religiosos. Entre os autores eclesiásticos de livros ou panfletos sobre assuntos religiosos destacaram-se Juan de Dios Bosque, em teologia e direito canônico; Jacinto Anaya, em Direito Canônico; Francisco María del Granado, famoso pregador; e Cayetano de la Llosa, autor de comentários sobre a vida devota. José María Izquierdo em Carta Aberta a Flammarion refutou o racionalismo; Pedro Aristides Zejas foi o autor de catecismos instrutivos; e Facundo Quiroga foi um famoso professor.

### Século XXI
Os efeitos do liberalismo anticatólico surgiram na Bolívia no final do século XIX, e começaram a se manifestar de forma concreta a partir de 1900. A lei de 11 de outubro de 1911 instituiu o casamento civil, enquanto outra lei, de 15 de abril de 1932, passou a permitir o divórcio. As universidades católicas estabelecidas durante o período colonial já estavam integradas ao sistema nacional de universidades estatais por políticos liberais que cortaram seus laços com a Igreja e fecharam as faculdades de teologia e direito canônico. Tais políticas atraíram uma crescente oposição de um vigoroso grupo de pensadores de base católica no início do século XX. Entre esses intelectuais estavam Donato Vázquez, Aurelio Beltrán, José Santos Machicao, Luis Paz e Mariano Baptista, o último dos quais foi eleito presidente da república durante a instabilidade política do governo entre os regimes liberal e conservador. O golpe de Estado de 1936 derrubou o último dos presidentes liberais, o reformista Daniel Salamanca, e instaurou um regime militar.
Em 1952 ocorreu um segundo golpe, levando à morte de 1.000 pessoas e levando ao poder o Movimento Nacionalista Revolucionário na pessoa do presidente Víctor Paz Estenssoro. Estenssoro nacionalizou as minas de estanho, estendeu o direito de voto a todos os adultos e distribuiu grandes porções de terras anteriormente pertencentes aos espanhóis entre as classes mais baixas.  Em 1952, um grupo de leigos católicos começou a publicar o jornal diário secular Presencia. que passou a desempenhar um papel inestimável como a voz da Igreja contra os excessos de tortura, exílio e abusos dos direitos humanos da sucessão de ditadores militares durante os anos 1960 e 1970. Já no fim do século XX, o periódico veio a tornar-se uma voz influente para os pobres e povos indígenas da Bolívia.
Durante as décadas de 1940 e 1950, instituições de caridade administradas pela Igreja, como hospitais e postos médicos, estavam profundamente arraigados na vida do país e buscavam combater a chegada do comunismo, que se enraizaram na América Central e do Sul. Entre os agitadores comunistas Che Guevara se muda para a Bolívia em 1967, tentando mobilizar mineiros de estanho para se rebelarem contra o governo. Seus esforços não tiveram sucesso e ele foi executado em um ano. Em 1951 foi aprovada uma concordata com a Santa Sé, estabelecendo os parâmetros das relações entre Igreja e Estado.
A pressão por mudanças e por justiça social na Bolívia e em toda a América Latina a partir de meados da década de 1960 coincidiu com os esforços da Igreja para implementar as reformas solicitadas pelo Concílio Vaticano II. O despertar conciliar entre os católicos acentuou o sentido de responsabilidade no serviço aos pobres e aos povos indígenas e orientou a reforma social. Em 2 de fevereiro de 1967, uma nova constituição foi promulgada na Bolívia, refletindo algumas dessas atitudes. Esse documento reconhecia o catolicismo romano como a religião oficial do Estado, e contando com o apoio estatal. A educação religiosa tornou-se obrigatória nas escolas primárias e secundárias, e os professores receberam renda especial.
Missionários europeus e norte-americanos tiveram um papel significativo nos efeitos do Concílio Vaticano II (CVII). Ao todo, mais de 30 países e dezenas de comunidades religiosas enviaram missionários à Bolívia nos anos após o Concílio, embora na década de 1980 seus números já estavam reduzidos à medida que as reformas iam se enraizando na Igreja boliviana e novas teologias de missão começaram a se desenvolver. A reunião do Conselho Episcopal Latino-Americano em Santo Domingo realizada em 1992 sinalizou uma nova direção para a América Latina e a Bolívia com ênfase em relacionar a fé com as culturas locais. Em outro esforço de renovação, a Santa Sé patrocinou um programa de líderes da Igreja para traduzir a Bíblia para o quíchua, como parte do Jubileu de 2000. A nova vitalidade, força e influência trazidas pelas forças de mudança social e renovação do catolicismo do CVII para a Igreja boliviana foram evidenciadas em 1992 pela consulta nacional dos católicos bolivianos por seus bispos, que resultou em um estudo muito elogiado das prioridades pastorais apresentadas aos bispos da América Latina em preparação para a conferência de Santo Domingo.
As estações de rádio católicas cresceram em número e prestígio após o CVII e transmitiram programação regional em cada uma das várias línguas nativas presentes em território boliviano. Em 1966, a Universidade Católica foi fundada pela Conferência Episcopal. Com sede em La Paz, a escola tinha filiais em Cochabamba e Santa Cruz de la Sierra. Foi aberto um departamento de estudos religiosos para oferecer cursos de graduação e pós-graduação que antes não estavam disponíveis no país. As arquidioceses de La Paz e de Santa Cruz também iniciaram programas de pastoral universitária em universidades estaduais e faculdades de professores em todo o país para instruir estudantes católicos no ensino superior. Estima-se que as escolas primárias e secundárias administradas por igrejas tenham levado sozinhas educação a 14% de toda a população estudantil na década de 1990. A instrução religiosa católica também continuou a ser ministrada em todas as escolas públicas do país.
Em 1978, um grupo de esposas de mineiros protestou contra a pobreza e a repressão militar do regime do general Hugo Banzer, que causou centenas de mortos, exilados ou "desaparecidos". Um dos que se juntou aos protestos foi o padre Luís Espinal Camps, SJ, assim como muitos outros padres, religiosos e leigos. O presidente Banzer cedeu e pediu eleições livres. No entanto, Espinal foi assassinado por forças paramilitares em 22 de março de 1980. Sua morte teve grande repercussão, sobretudo entre os jovens: 70.000 pessoas compareceram ao seu funeral, e muitas escolas, institutos, bibliotecas e centros juvenis agora levam seu nome. A Igreja tornou-se alvo de particular repressão alguns meses depois, durante o golpe de julho de 1980 do general Luis García Meza, quando mais de 50 padres, religiosas e missionários leigos foram presos, exilados ou expulsos do país.
Em 1986, foi assinado um acordo entre a Santa Sé e a Bolívia, que criou o ordinariato militar boliviano, estabelecendo assistência religiosa nas Forças Armadas e nas Forças Policiais. Na década de 1990, feministas bolivianas protestavam pelo direito ao aborto, seguindo a tendência liberal mundial. Para grande consternação dos líderes da Igreja, o governo moveu-se na mesma direção, tentando conter a onda de 50.000 abortos anuais realizados ilegalmente no país, permitindo abortos legais. Os bispos também falaram contra outro mal social do século XX, o materialismo, alertando os fiéis para se precaverem contra a cultura de violência e consumismo, que estavam surgindo com o avanço econômico da nação. Além disso, nesse mesmo período, milhares de descendentes dos povos nativos iniciaram movimentos em La Paz buscando reivindicar seus direitos à terra, língua e cultura. A Igreja apoiou suas demandas e mediou os conflitos com resultados pacíficos, embora nem sempre com mudanças significativas. Esse fermento social e religioso continuou a inspirar os católicos de toda a região a buscar reformas e, em alguns casos, até mesmo a revolução. No entanto, as contínuas tensões econômicas, políticas e sociais colocam a Igreja em um papel de liderança mediando disputas sobre reforma agrária, direitos trabalhistas, direitos dos indígenas a seus territórios e sua cultura, reforma educacional, saúde e reforma previdenciária.

## Atualmente
Em 2000, havia 29 bispos na Bolívia. O clero contava com 1.058 sacerdotes, 664 dos quais eram religiosos. Os número dos religiosos chegavam a 2.104 irmãs e 198 irmãos, a maioria missionários. Apesar das previsões de que o catolicismo diminuiria durante o século XX, em 2000 o país permaneceu entre as nações sul-americanas mais fortemente comprometidas com a Igreja. No mesmo período, a Igreja detinha a supervisão de mais de 300 hospitais, clínicas e centros de saúde paroquiais, principalmente em áreas rurais e/ou pobres. Devido à extensão nacional desses programas da Igreja, houve muitos projetos de colaboração técnica e financeira entre a Igreja e o Estado. Em muitas áreas rurais e urbanas pobres, a Igreja era a principal agente de programas e projetos sociais subsidiados pelo governo, e as escolas administradas pelos católicos por diversas vezes eram a única opção de acesso à educação em muitas áreas remotas do país. No entanto, a maioria dos programas pastorais, educacionais e sociais da Igreja foram financiados por fontes da Igreja coletas de missões de outros países.

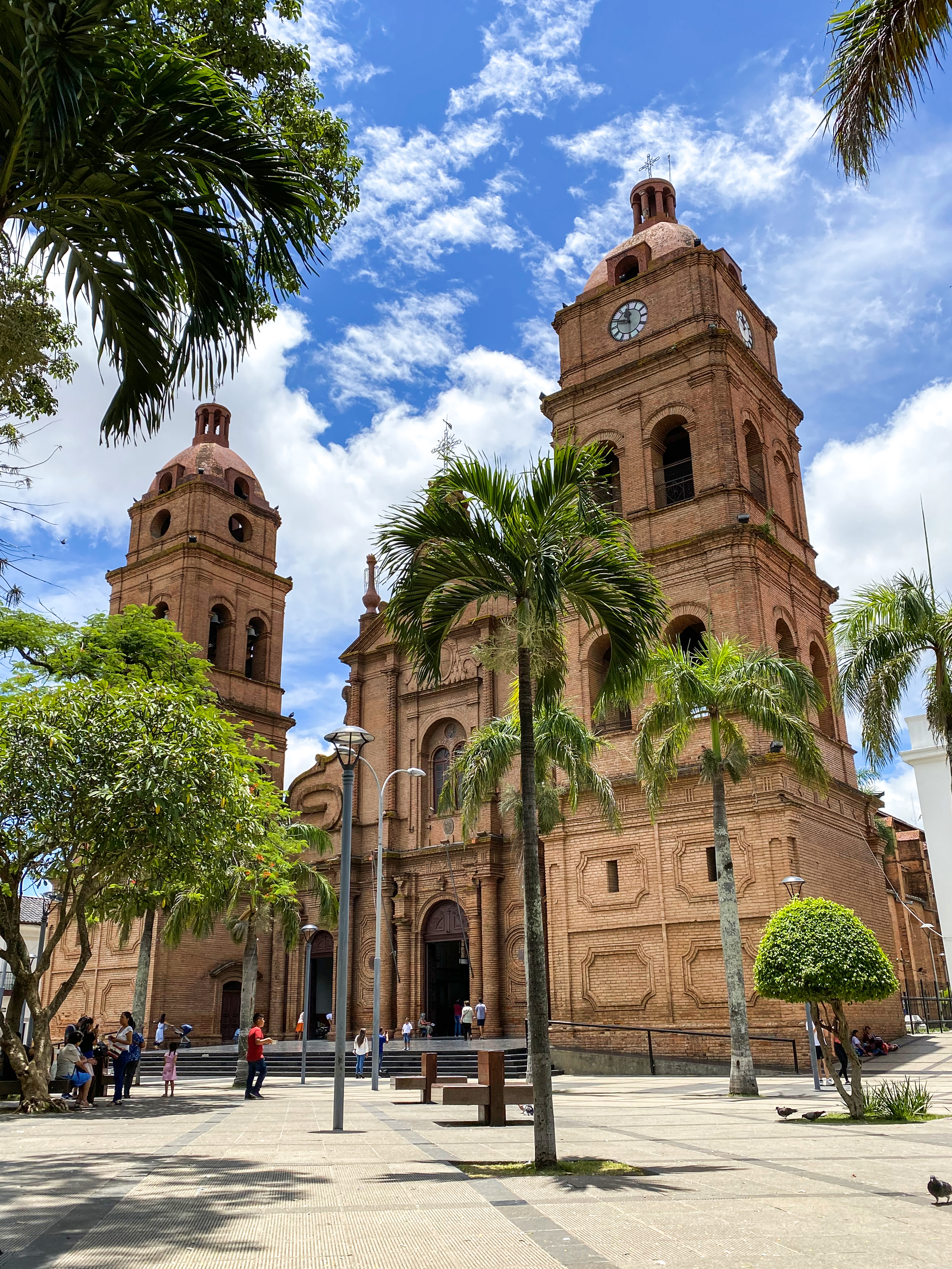
Fachada da Catedral Basílica de São Lourenço em Santa Cruz de la Sierra.

Enquanto a liberdade religiosa prevalecia na Bolívia, a posição privilegiada da Igreja Católica começou a ser questionada, pois a atividade de algumas das mais de 250 seitas cristãs que operavam no país — entre elas pentecostais, mórmons, Assembleias de Deus e Testemunhas de Jeová — aumentou no final do século XX. Enquanto os missionários das principais religiões protestantes tornaram-se cada vez mais ativos em entrar nas comunidades, distribuindo ajuda econômica e proselitismo, eles permaneceram sem influência significativa na vida do país e, em 1999, a Igreja iniciou um diálogo inter-religioso com representantes das igrejas pentecostais do país, especialmente por influência de igrejas evangélicas vindas do Brasil, assim como membros de sua minoria judaica. No entanto, as chamadas seitas "dissidentes" e "pseudo-religiosas" foram vistas como mais problemáticas, fazendo com que o bispo Jesús Juárez Párraga, da Conferência Episcopal Boliviana, observasse que tais grupos estavam "causando a perda do sentido da história, danificando a cultura nativa, e criando divisão dentro das comunidades."
Distanciada do governo Morales, em 2012, a conferência episcopal declarou apoio a uma marcha de indígenas de 600 km que se opõem à construção de uma estrada pela Amazônia que, segundo seus dirigentes, afetaria a ecologia regional. Nos últimos anos, foram adotadas leis sobre o patrimônio cultural religioso. Em julho de 2018, a Basílica de São Francisco era um dos locais declarados como patrimônio cultural material do país. No mesmo ano, a Festa da Virgem das Angústias foram declarados como patrimônio cultural intangível da Bolívia. Em junho de 2019, foi apresentado um projeto de lei relativo à designação da Igreja Colonial Apóstolo Santiago como um edifício de patrimônio cultural histórico e arquitetônico.
Em outubro de 2019 houve muita polêmica por parte de grupos feministas quando a Igreja conseguiu evitar a interrupção na gravidez de uma menina de 11 anos que foi estuprada pelo avô de seu padrasto, de 61 anos. Os pedidos de permissão do aborto vieram de várias organizações, incluindo a Defensoria Pública, e indo inclusive contra a mãe e avó do bebê, que se opuseram à interrupção da gestação. Como forma de protestar contra o posicionamento da Igreja nesse caso, um ato de vandalismo foi cometido contra a Catedral Basílica de São Lourenço, em Santa Cruz de la Sierra, durante a Missa que era presidida por Dom Sergio Gualberti, arcebispo de Santa Cruz de la Sierra. O ocorrido foi em 31 de outubro de 2021 e as autoras do ataque foram quatro ativistas feministas de um grupo conhecido como Mujeres Creando, que danificaram a fachada da igreja com tinta vermelha. Quando os fiéis que participavam da missa se deram conta da "agressividade das mulheres", disse a arquidiocese, "não permitiram a agressão, expulsando-as do local". A arquidiocese lamentou os "danos desnecessários ao patrimônio arquitetônico e histórico da cidade que foi erguido há 106 anos". A Basílica é considerada monumento nacional e faz parte do patrimônio histórico e religioso de Santa Cruz e da Bolívia. Quatro dias antes, a defensora da Bolívia, Nadia Cruz, junto com funcionários de sua entidade e ativistas a favor do aborto, já haviam vandalizado a sede da Conferência Episcopal Boliviana em La Paz, com pichações do lado de fora da sede e colocaram vários cartazes com mensagens a favor do aborto.

### Evo Morales e a crise política de 2019

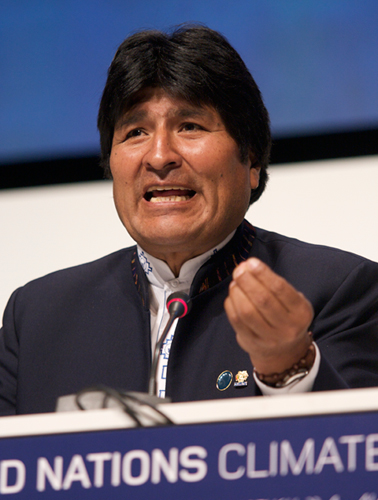
Evo Morales.

Embora Morales sempre tenha se declarado católico, nunca escondeu sua repulsa ao cristianismo, o qual acusou de promover o assassinato de nativos na época da colonização. Até a chegada de Morales ao poder em 2006 era frequente que os funcionários públicos prestassem juramento aos cargos "por Deus e a Pátria", diante de uma Bíblia. Em 2008, Evo se referiu à Igreja como um "instrumento de dominação". No ano seguinte, uma nova constituição foi aprovada, o catolicismo foi destituído e o Estado passou a ser laico. A partir daí, os novos funcionários começaram a prestar juramento com o punho esquerdo para o alto e a mão direita no peito, mas sem a obrigação. As menções a Deus deixaram de ser feitas.  O presidente boliviano também causou polêmica em 2015, quando o Papa Francisco visitou o país, presenteando-o com uma uma sacola contendo folhas de coca, e um crucifixo em forma de foice e martelo, símbolos do comunismo. O Papa ficou visivelmente desconsertado, respondendo a Evo: "Isto não está certo".

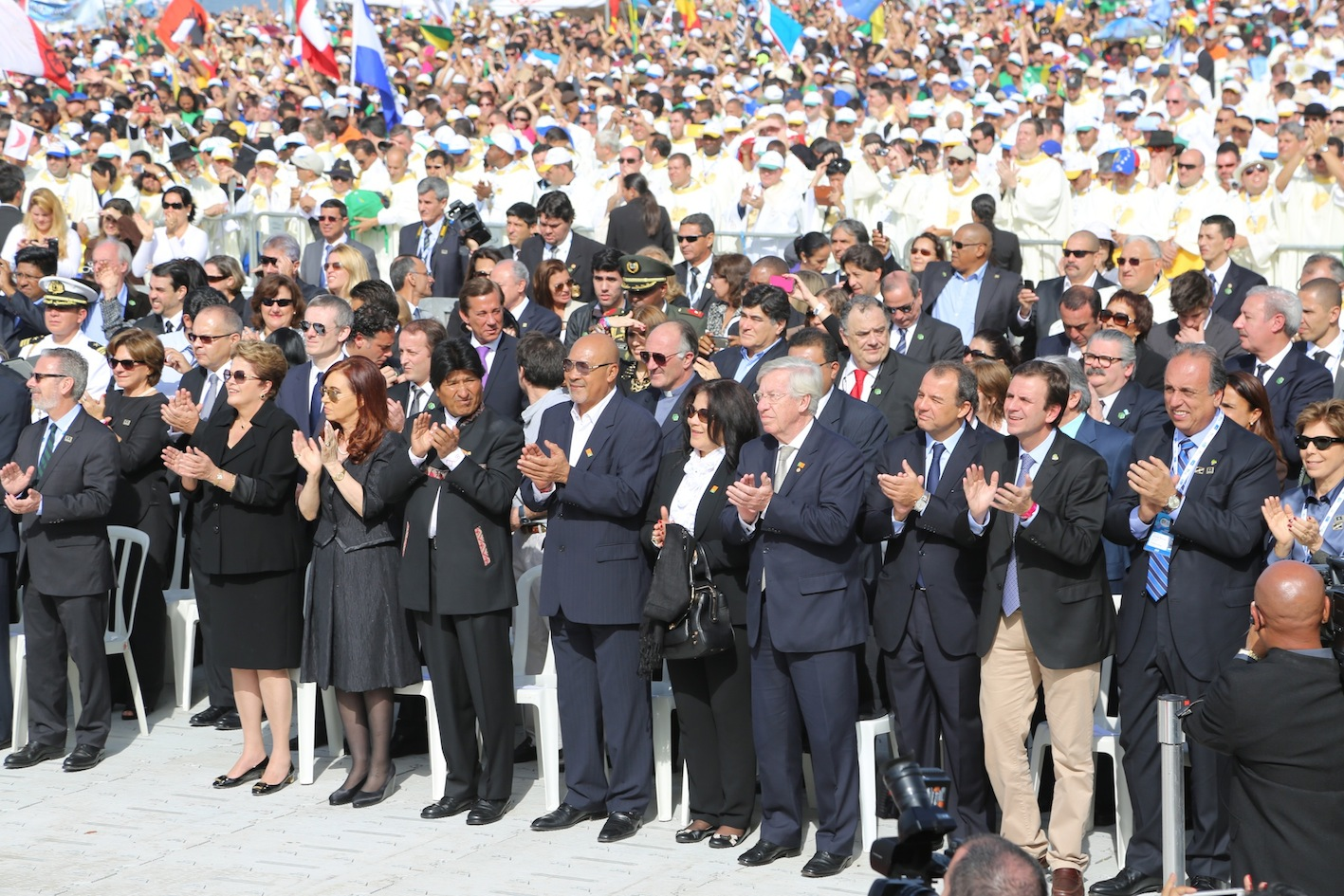
Foto dos chefes de Estado presentes na missa de encerramento da Jornada Mundial da Juventude de 2013; entre eles, Evo Morales. Após esse evento, o presidente boliviano reforçou ainda mais a ideia de uma "Igreja Católica Apostólica Renovada do Estado Plurinacional"

Morales também já afirmou que gostaria de fundar a Igreja Católica Apostólica Renovada do Estado Plurinacional, em substituição à Igreja Católica Apostólica Romana, uma igreja que está completamente alinhada com o regime político, que tenta impor um novo culto oficial no país. Bispos bolivianos reagiram negativamente à pretensão do presidente. Em 2009, Morales já havia declarado no Fórum Social Mundial (FSM) que a Igreja Católica boliviana é a "principal inimiga" das reformas que ele desejava implantar no país. Fazendo apologia ao slogan do FSM, ele afirmou: "'Outro mundo é possível', eu quero lhes dizer outra fé, outra religião, outra igreja também é possível, irmãs e irmãos".
Em 2018 foi noticiado que a nova Constituição boliviana de Evo Morales estaria proibindo a pregação pública e a conversão religiosa, equiparando-a ao crime de recrutamento para conflito armado:
Citação: Será sancionada, com prisão de sete (7) a doze (12) anos e reparação econômica, a pessoa que, por si mesma ou através de terceiros, sequestrar, transportar, trasladar, privar de liberdade, acolher ou receber pessoas com alguns dos seguintes fins: [...]
11. Recrutamento de pessoas para sua participação em conflitos armados ou em organizações religiosas ou de culto.
Um site católico espanhol comparou isso à semelhança com atitudes tomadas por ditadores como Mao Tsé-Tung e Stalin, ambos comunistas. Morales pertencia à época a um partido denominado Movimento ao Socialismo e por diversas vezes tentou prolongar-se indefinidamente no poder. A proposta gerou protestos pelo país. O Governo de Evo Morales diz que a liberdade de expressão (seja ela religiosa ou na imprensa) é uma "concessão de Estado", logo, ele poderia controlar esse direito. Frente à repercussão negativa da medida de Morales sobre a evangelização e os protestos ocorridos, Morales revogou o decreto dias depois.
Em meio à instrumentalização da religião por políticos bolivianos nas recentes crises políticas pelas quais passou o país, o ex-presidente Evo Morales alegou que seus opositores estavam a usar a religião para cometer atos de vandalismo e discriminação. Em novembro de 2019, a Presidente em exercício, Jeanine Áñez, afirmou que "a Bíblia estava de volta ao palácio [presidencial]", e voltou a usar símbolos religiosos. Ela disse que "Deus permitiu que a Bíblia voltasse a entrar no Palácio. Que Ele nos abençoe". No contexto da pandemia de COVID-19, a presidente pediu um dia de jejum e oração para derrotar o coronavírus. A Igreja se posicionou no apoio social, e surgiram iniciativas, como de algumas freiras que organizaram sopas aos mais necessitados e vulneráveis. Nesse mesmo período de crise política e sanitária, a Conferência Episcopal Boliviana disse que estava pronta para o diálogo. Luis Fernando Camacho, presidente do Comitê Cívico da região de Santa Cruz, reduto da oposição a Morales, cumpriu uma promessa de ir ao Palacio Quemado para colocar, de joelhos, uma Bíblia no salão principal, sobre uma bandeira boliviana.
A crise política de 2019 iniciada com a tentativa da quarta reeleição seguida de Morales — inconstitucional, já que o povo decidiu isso em referendo em 2017 —, e o resultado das eleições gerais, e que culminou na renúncia do presidente e em violentos protestos — com 23 mortos em menos de um mês —, fez com que a Igreja Católica iniciasse uma campanha por diálogo e reconciliação entre as partes envolvidas. Os bispos bolivianos, em ações coordenadas com a União Europeia e com a Organização das Nações Unidas, pediram ao governo, aos partidos políticos e aos representantes da sociedade civil que dessem início ao diálogo para pacificar o país. Em coletiva de imprensa, o secretário-geral da Conferência Episcopal Boliviana, Aurelio Pesoa, afirmou que "o diálogo é a maneira apropriada de superar as diferenças entre os bolivianos", e que "realizar eleições transparentes é a melhor maneira de superar as diferenças". Os bispos debateram com o governo interino de Jeanine Áñez e setores ligados a Morales, que acabou por aceitar asilo político no México. O governo apoiou esses esforços. O presidente da Conferência Episcopal da Bolívia, Ricardo Ernesto Centellas, pediu um segundo turno com um tribunal eleitoral independente. "Se quisermos voltar realmente a um caminho democrático, temos de fazer com outro árbitro. Um árbitro que seja imparcial. Senão, a coisa continua", disse o presidente a jornalistas na Cidade do Vaticano, onde participava do Sínodo para Amazônia. Ele também ofertou a mediação da Igreja Católica para o embate. Por fim, a Organização dos Estados Americanos também pediu ajuda da Igreja no processo de pacificação da Bolívia.
No dia 26 de novembro do mesmo ano, a Arquidiocese de Sucre celebrou uma Missa com a presença de inúmeras instituições e grupos sociais. Talvez tenha sido uma das primeiras vezes que organizações camponesas, centros educacionais e grupos paroquiais se reuniram na Catedral metropolitana de Sucre para rezar juntos pela paz e pela união do país. O arcebispo de Sucre, Dom Jesús Juárez afirmou sobre a tentativa de reeleição de Morales: "Se o povo, em um referendo promovido pelo governo, disse 'Não' (a uma nova candidatura de Evo), se você escuta o povo, tem que aceitar essa decisão sem buscar subterfúgios para ver se pode desfazer essa decisão". Após as críticas do arcebispo, o ministro da Defesa, Javier Zavaleta, respondeu: "Se esse monsenhor disse isso, o que ele tem que fazer é largar a batina e colocar o terno de político e vamos recebê-lo como político e iremos debater como políticos", ironizou.

### Prática religiosa
Uma pesquisa sobre a religiosidade dos povos dos países latino-americanos foi feita pelo instituto Pew Research Center, e divulgada em 2014. As conclusões alcançadas foram que, assim como em todos os outros países da América Latina, normalmente os fiéis de denominações protestantes bolivianas têm engajamento religioso maior do que entre os católicos. Àquela época a configuração religiosa da Bolívia era a seguinte: a Igreja Católica com 77% da população, o protestantismo com 16%, outras religiões 3% e os sem religião eram 4%. Como o avanço do protestantismo é relativamente recente — de algumas décadas atrás —, a pesquisa mostrou que 60% dos protestantes da Bolívia foram criados como católicos. No que diz respeito a partilhar sobre a fé com outras pessoas, apenas 7% dos católicos bolivianos o fazem ao menos uma vez por semana, enquanto que a porcentagem sobe para 33% entre os protestantes. Dos países pesquisados a Bolívia é o segundo que tem a maior disparidade entre a porcentagem de jovens que tem comprometimento religioso, atrás apenas do Brasil: dentre as pessoas de 18 a 34 anos, 46% dos protestantes têm engajamento religioso, enquanto que esse número cai para apenas 15% dos católicos. Quanto à opinião dos católicos sobre o Papa Francisco, a Bolívia é o país em que a popularidade do Pontífice é menor na América Latina, já que 78% dos católicos têm opinião favorável, 6% são desfavoráveis e 17% não têm uma opinião formada ou não quiseram avaliar. Além disso, de um modo geral, 71% dos bolivianos consideram a religião um aspectos muito importante de suas vidas, sendo que 88% dos protestantes e 69% dos católicos. Por fim, 76% dos protestantes comparecem ao menos uma vez por semana à igreja, e apenas 35% dos católicos. Os bolivianos que se consideram ter um engajamento religioso alto é de 26%, os que dizem ter engajamento médio são 70%, engajamento baixo 2%, e não souberam ou não quiseram responder foram 2%.

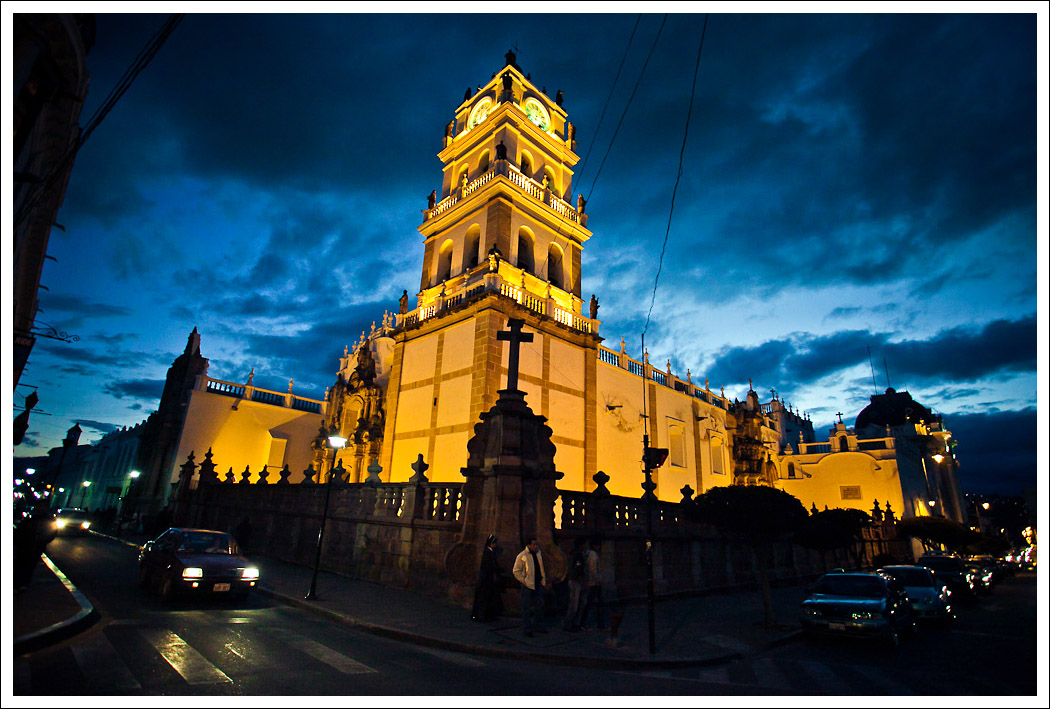
Catedral de Sucre

Quanto às atitudes religiosas dos bolivianos católicos e protestantes, elas empatam no que diz respeito à crença na existência de Deus: 100% dos católicos e dos protestantes afirmam crer. Apenas 9% dos católicos afirmam ter algum trabalho pastoral, contra 35% dos protestantes. No que diz respeito à leitura da Bíblia, a porcentagem de católicos que fazem isso ao menos uma vez na semana é de 15%, porcentagem que sobe para 59% entre os protestantes. No quesito doação do dízimo, 35% dos católicos e 74% dos protestantes o fazem regularmente. Quanto à realização de jejuns e penitências em períodos propícios, como a Quaresma, 45% dos católicos o fazem, contra 65% dos protestantes. A herança católica dos novos protestantes bolivianos também gera efeitos em suas igrejas: 85% dos católicos rezam para Nossa Senhora, e 7% dos protestantes também o fazem. A Renovação Carismática Católica tem grande influência na vida dos católicos praticantes. Na Bolívia 30% dos católicos se identificam como carismáticos, uma das menores da América Latina, sendo que no Panamá, o campeão, 71% dos católicos se dizem carismáticos.
Os números são bem diferentes quando os entrevistados são apenas os católicos que frequentam as missas semanalmente: 66% são contra o casamento gay, 59% são contra o sexo fora do casamento. Nos católicos em geral, praticamente todos os países latino-americanos têm forte oposição à legalização do aborto: 74% dos católicos bolivianos, e 71% acreditam que a homossexualidade é moralmente errada.
A Bolívia, apesar de estar vendo aumento das conversões de protestantes, foi um dos países em que esse fenômeno é mais lento. Em 1910 os católicos eram 94%, e essa porcentagem permaneceu a mesma em 1950. Em 1970 os católicos eram 89% da população, caindo para 77% nesta pesquisa de 2014.

## Organização territorial

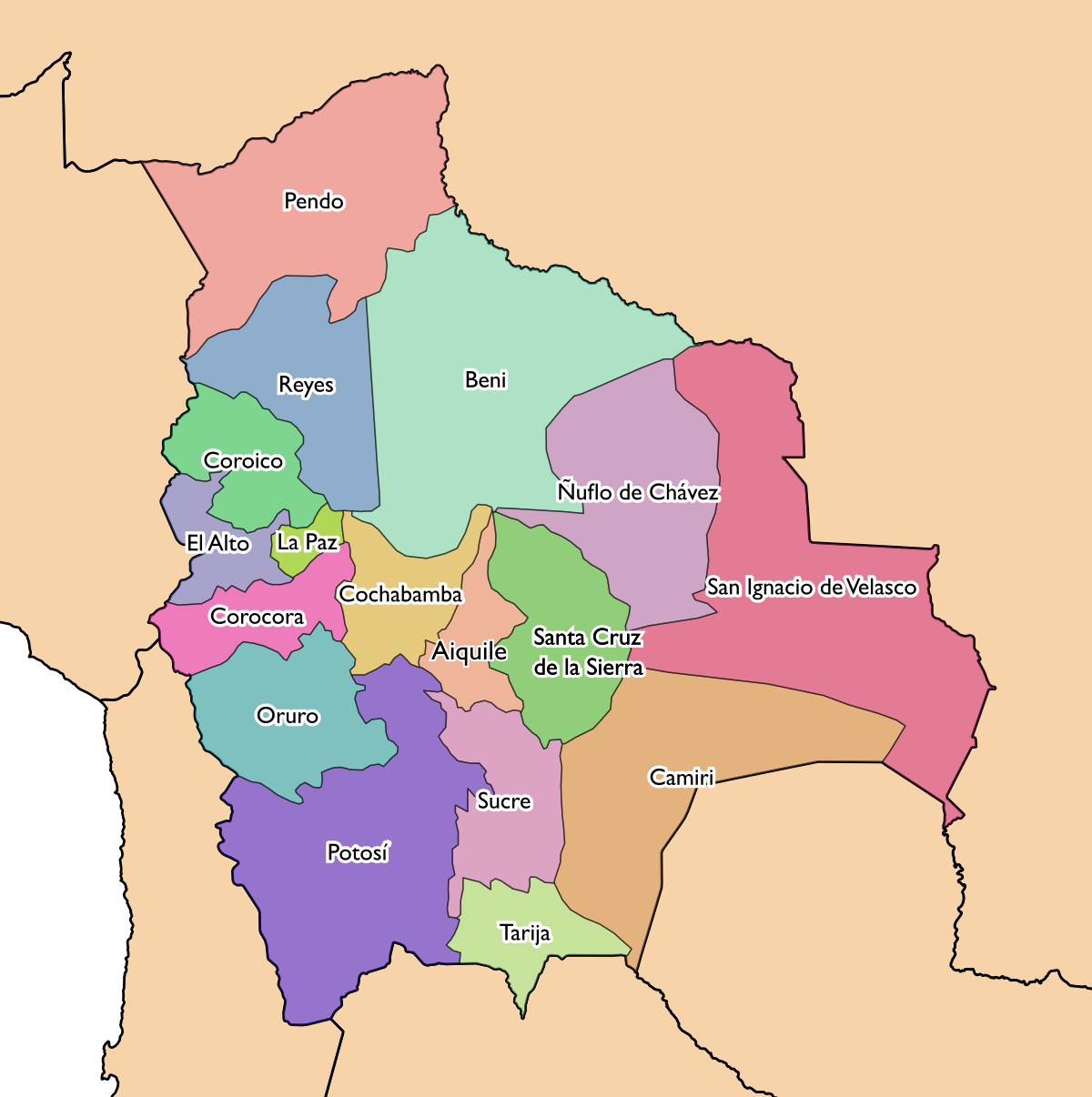
Mapa das circunscrições eclesiásticas católicas bolivianas.

Um bispado foi erigido em La Plata em 1552, com jurisdição sobre a maior parte da América do Sul, e o dominicano Tomás de San Martín foi nomeado o primeiro bispo.  As Dioceses de La Paz e de Santa Cruz foram erigidas em 1605, e quatro anos depois La Plata foi elevada a arquidiocese, formando uma nova província eclesiástica que incluía, além de La Paz e Santa Cruz, os bispados de Assunção, Buenos Aires e Tucumán.
Atualmente, o catolicismo está presente no país com 18 circunscrições eclesiásticas, sendo quatro arquidioceses e seis dioceses, duas prelazias territoriais, cinco vicariatos apostólicos, e, por fim, um ordinariato militar. Todas as circunscrições bolivianas são de rito romano, e todas estão listadas abaixo.
| Circunscrições eclesiásticas católicas da Bolívia             | Circunscrições eclesiásticas católicas da Bolívia                            |
| Circunscrição                                                 | Sufragâneas                                                                  |
| ------------------------------------------------------------- | ---------------------------------------------------------------------------- |
| Arquidiocese de Cochabamba                                    | - Diocese de Oruro - Prelazia Territorial de Aiquile                         |
| Arquidiocese de La Paz                                        | - Diocese de Coroico - Diocese de El Alto - Prelazia Territorial de Corocoro |
| Arquidiocese de Santa Cruz de la Sierra                       | - Diocese de San Ignacio de Velasco                                          |
| Arquidiocese de Sucre                                         | - Diocese de Potosí - Diocese de Tarija                                      |
| Vicariato Apostólico de Beni imediatamente sujeito            | —                                                                            |
| Vicariato Apostólico de Camiri imediatamente sujeito          | —                                                                            |
| Vicariato Apostólico de Ñuflo de Chávez imediatamente sujeito | —                                                                            |
| Vicariato Apostólico de Pando imediatamente sujeito           | —                                                                            |
| Vicariato Apostólico de Reyes imediatamente sujeito           | —                                                                            |
| Ordinariato Militar da Bolívia                                | —                                                                            |

## Conferência Episcopal
A reunião dos bispos do país forma a Conferência Episcopal Boliviana e foi criada em 1958. Depois do Vaticano II, os bispos, que se encontravam periodicamente durante a década de 1950, formalizaram suas reuniões. Como Conferência Episcopal Boliviana eles começaram a exercer uma presença mais ativa. Por causa de sua ênfase pastoral, eles evitaram os conflitos doutrinários e teológicos que viriam a afligir outros países da América Latina. A Conferência Episcopal Boliviana destacou a renovação através de várias orientações de planejamento pastoral que enfatizam o desenvolvimento das Comunidades Cristãs de Base, a opção preferencial pelos pobres (especialmente de etnia indígena), programas de formação laical, programas de vida familiar e a promoção de vocações ao sacerdócio e vida religiosa.

## Nunciatura Apostólica
A Internunciatura Apostólica da Bolívia foi criada em 1917, e elevada a Nunciatura Apostólica em 11 de janeiro de 1925.

## Visitas Papais
Em sua história, a Bolívia recebeu duas visitas papais. A primeira ocorreu em 1988, feita pelo Papa João Paulo II entre os dias 9 e 14 de maio, e incluiu também em seu roteiro o Uruguai, o Peru e o Paraguai.
| “ | Deus nosso Pai, ao longo da história, fez sentir a sua presença sempre bondosa em inúmeras manifestações de sua vida e costumes. Vocês, queridos irmãos, são herdeiros de línguas antigas, de tradições cheias de valor humano, como o ayllu e o ayni. E soube que vocês ainda cultivam com exemplar entusiasmo expressões artísticas riquíssimas, como lendas, folclore e artesanato das diversas províncias. Poderíamos continuar listando outros exemplos da riqueza cultural desta terra. Deus, o Senhor da vida, tem cuidado deste povo ao longo de tantos séculos, preparando-o para acolher o Evangelho com o coração aberto a todas as suas exigências pessoais e sociais. Em seus costumes e sábias tradições, a grandeza e a presença de Deus se manifestam para servir a vida e o bem-estar de todos os habitantes desta amada e abençoada terra boliviana. | ” |
|   | — Homilia do Papa João Paulo II em na Missa em comemoração aos 450 anos do início da evangelização da Bolívia, em Sucre. |   |

A segunda viagem foi feita pelo Papa Francisco e ocorreu entre os dias 8 e 10 de julho de 2015, incluindo também passagens pelo Equador e Paraguai.
| “ | Entre os vários atores sociais, gostaria de salientar a família, ameaçada em toda a parte, por tantos factores, pela violência doméstica, o alcoolismo, o machismo, a droga, a falta de trabalho, a insegurança social, o abandono dos idosos, os meninos de rua e recebendo pseudo-soluções a partir de perspectivas que não são saudáveis para a família mas, ao contrário, provêem claramente de colonizações ideológicas. Os problemas sociais, que a família resolve, e os resolve em silêncio, são tantos, que não promover a família é deixar desamparados os mais desprotegidos. | ” |
|   | — Papa Francisco em seu discurso às autoridades civis bolivianas.. |   |

## Santos
Atualmente não há pessoas nascidas na Bolívia canonizadas pela Igreja Católica. Há um processo de beatificação aberto e em andamento na Congregação para a Causa dos Santos de Francisco Tito Yupanqui. Ele é conhecido por ser o escultor da imagem de Nossa Senhora de Copacabana, a padroeira do país. O padre Carmelo Galdos, da Comissão que segue o processo, afirma que "a Igreja Católica está animada" para ter logo o "primeiro santo boliviano". Também foi colocado um livro de assinaturas na Igreja de São Francisco, situada em La Paz, com o qual a população mostra sua adesão à causa. A conferência também publicou um "santinho" com a imagem e uma oração para que os fiéis a rezem e peçam a intercessão do Servo de Deus. Isso porque a comprovação de um milagre o levaria a ser considerado um beato, enquanto que um segundo milagre seria o necessário para elevá-lo ao título de santo.